# Szymon Walków
Szymon Walków (nació el 22 de septiembre de 1995) es un tenista polaco que se especializa en dobles.
Walków su ranking ATP  más alto de singles fue el número 818, logrado el 3 de diciembre de 2018. Su ranking ATP más alto de dobles fue el número 105, logrado el 27 de septiembre de 2021.
Walków hizo su debut en el cuadro principal de Grand Slam en el Torneo de Roland Garros 2021 en dobles junto a Hubert Hurkacz.
Walków hizo su debut en un cuadro principal ATP en el Torneo de Viena 2020 en el cuadro de dobles, luego de pasar la clasificación.

## Títulos ATP (0; 0+0)

### Dobles (0)
| Leyenda                         |
| Grand Slam (0)                  |
| ATP Wourld Tour Finals (0)      |
| ATP Masters 1000 World Tour (0) |
| ATP World Tour 500 series (0)   |
| ATP World Tour 250 series (0)   |

#### Finalista (1)
| N.º | Fecha               | Torneo | Superficie    | Pareja        | Oponentes en la final                | Resultado   |
| --- | ------------------- | ------ | ------------- | ------------- | ------------------------------------ | ----------- |
| 1.  | 25 de julio de 2021 | Gstaad | Tierra batida | Jan Zieliński | Marc-Andrea Huesler Dominic Stricker | 1-6, 6-7(7) |

## Títulos ATP Challenger (10; 0+10)

### Dobles (10)
| N.º | Fecha                   | Torneo                     | Superficie    | Pareja                   | Oponentes en la final            | Resultado            |
| --- | ----------------------- | -------------------------- | ------------- | ------------------------ | -------------------------------- | -------------------- |
| 1.  | 9 de junio de 2018      | Challenger de Poznań       | Tierra batida | Mateusz Kowalczyk        | Attila Balázs Andrea Vavassori   | 7-5, 6-7(8), [10-8]  |
| 2.  | 5 de agosto de 2018     | Challenger de Sopot        | Tierra batida | Mateusz Kowalczyk        | Ruben Gonzales Nathaniel Lammons | 7-6, 6-3             |
| 3.  | 24 de noviembre de 2018 | Challenger de Andria       | Moqueta       | Karol Drzewiecki         | Marc-Andrea Huesler David Pel    | 7-6(10), 2-6, [11-9] |
| 4.  | 3 de octubre de 2020    | Challenger de Biella       | Tierra batida | Harri Heliövaara         | Lloyd Glasspool Alex Lawson      | 7-5, 6-3             |
| 5.  | 10 de octubre de 2020   | Challenger de Barcelona    | Tierra batida | Tristan-Samuel Weissborn | Harri Heliövaara Alex Lawson     | 6-1, 4-6, [10-8]     |
| 6.  | 17 de abril de 2021     | Challenger de Split 2      | Tierra batida | Jan Zieliński            | Grégoire Barrère Albano Olivetti | 6-2, 7-5             |
| 7.  | 10 de julio de 2021     | Challenger de Braunschweig | Tierra batida | Jan Zieliński            | Ivan Sabanov Matej Sabanov       | 6-4, 4-6, [10-4]     |
| 8.  | 14 de agosto de 2021    | Challenger de Meerbusch    | Tierra batida | Jan Zieliński            | Dustin Brown Robin Haase         | 6-3, 6-1             |
| 9.  | 23 de abril de 2022     | Challenger de Praga        | Tierra batida | Francisco Cabral         | Tristan Lamasine Lucas Pouille   | 6-2, 7-6             |
| 10. | 4 de junio de 2022      | Challenger de Poznań       | Tierra batida | Hunter Reese             | Marek Gengel Adam Pavlásek       | 1-6, 6-3, [10-6]     |